# سرن دل گراپا
سرن دل گراپا (به ایتالیایی: Seren del Grappa) یک کومونه در ایتالیا است که در استان بلونو واقع شده‌است.

## خصوصیات
سرن دل گراپا ۶۲٫۴ کیلومترمربع مساحت و ۲٬۵۸۶ نفر جمعیت دارد.